# Villanova Mondovì
Villanova Mondovì é uma comuna italiana da região do Piemonte, província de Cuneo, com cerca de 5.394 habitantes. Estende-se por uma área de 28 km², tendo uma densidade populacional de 193 hab/km². Faz fronteira com Chiusa di Pesio, Frabosa Sottana, Monastero di Vasco, Mondovì, Pianfei, Roccaforte Mondovì.

## Demografia
| Variação demográfica do município entre 1861 e 2011                               |
|                                                                                   |
| Fonte: Istituto Nazionale di Statistica (ISTAT) - Elaboração gráfica da Wikipedia |